# Vieno
Vieno ist ein weiblicher und männlicher Vorname.

## Herkunft und Varianten
Der Name ist finnischen Ursprungs und bedeutet sanft.

## Bekannte Namensträger
- Vieno Sukselainen (1906–1995), finnischer Politiker und Ministerpräsident